# Achhnera
Achhnera es una ciudad y municipio situada en el distrito de Agra en el estado de Uttar Pradesh (India). Su población es de 22781 habitantes (2011). 

## Demografía
Según el censo de 2011 la población de Achhnera era de 49132 habitantes, de los cuales 12117 eran hombres y 10664 eran mujeres. Achhnera tiene una tasa media de alfabetización del 68,69%, superior a la media estatal del 67,68%: la alfabetización masculina es del 77,21%, y la alfabetización femenina del 59,07%.